# Bandar Abbas
Bandar Abbas (en persan : بندر عباس) est une ville portuaire d'Iran située au bord du golfe Persique. Capitale de la province de Hormozgan, elle occupe une position stratégique sur le détroit d'Ormuz.

## Géographie

### Situation
Bandar Abbas est située sur le détroit d'Ormuz au bord du golfe Persique, plus précisément au niveau du détroit de Clarence qui la sépare de la grande île de Qeshm par une mangrove naturelle dite forêt d'Hara, ainsi que des deux îles d'Ormuz et Larak. Malgré l'absence de port naturel, sa localisation géographique est extrêmement favorable aux échanges maritimes entre l'Iran et les autres pays.

### Climat
Le climat de Bandar Abbas et de sa région est chaud et humide. La température oscille en hiver entre 25 °C et 28 °C et peut monter jusqu'à 49 °C en été. La moyenne des précipitations annuelles est de 251 mm pour un taux d'humidité de 66 %.

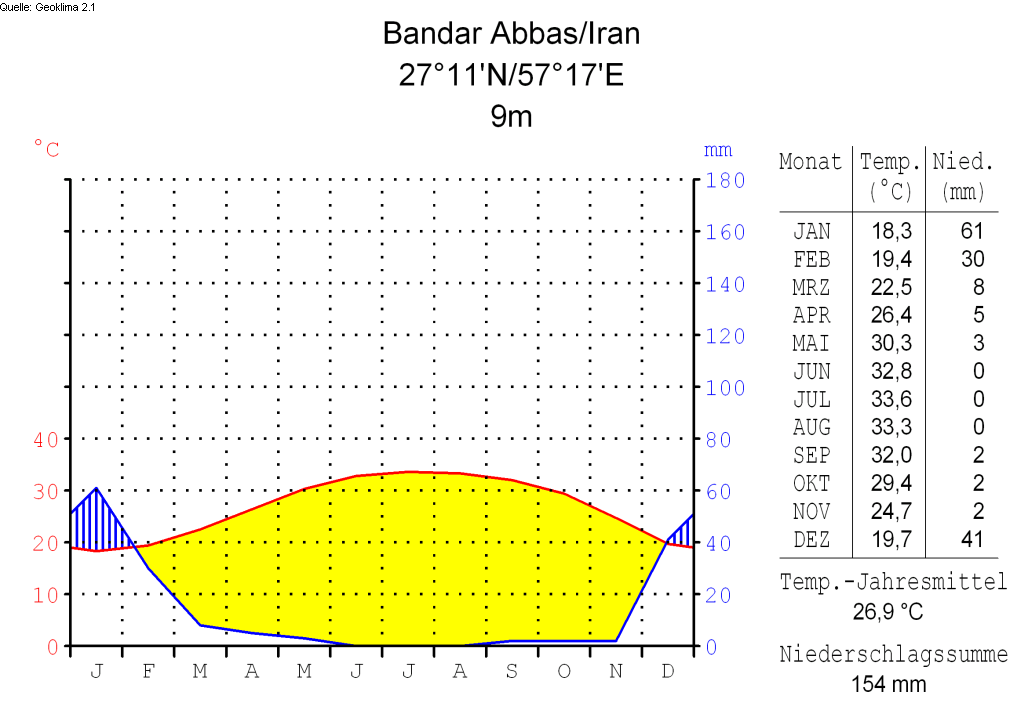
Diagramme climatique de la région de Bandar Abbas
Source : Walter & Lieth, logiciel : Geoklima 2.1.

| Mois                                       | Jan  | Fév  | Mar  | Avr  | Mai  | Jui  | Jui  | Aou  | Sep  | Oct  | Nov  | Déc  |
| Moyenne des températures minimales (°C)    | 12,1 | 14   | 17,5 | 20,9 | 24,7 | 28   | 30,3 | 30,1 | 27,7 | 23,5 | 18   | 13,5 |
| Moyenne des températures maximales (°C)    | 23,5 | 24,4 | 27,7 | 31,6 | 36,3 | 38,4 | 38,2 | 37,7 | 36,8 | 35   | 30,4 | 25,5 |
| Précipitations (en mm)                     | 39,7 | 47,5 | 34,8 | 10,7 | 4,8  | 0    | 0,6  | 2,2  | 0,8  | 1,3  | 5    | 24   |
| Jours de pluie                             | 3,3  | 3,1  | 2,6  | 1,3  | 0,2  | 0    | 0,1  | 0,2  | 0,1  | 0,1  | 0,4  | 2,3  |
| Source : World Meteorological Organization |      |      |      |      |      |      |      |      |      |      |      |      |

## Toponymie
Son ancien nom semble venir du persan kamrūn (crevette), ce qui donne en portugais camarão : Cambarão, Porto Comorão, Gombroon, Gamrun, Gumrun.

## Histoire
Le détroit d'Ormuz est d'abord contrôlé par les navigateurs portugais quelques décennies après leur irruption brutale dans l'océan Indien. Les côtes près des falaises assez abruptes où se logent les premiers habitats fournissent de l'eau et des vivres aux navigateurs. La petite ville sans port, le plus souvent abandonnée pendant l'été du fait du climat malsain, des airs insalubres et pestilentiels des marais côtiers, est idéalement située entre les côtes d'Ormuz et l'île de Kichmichs.
Les Portugais s'en saisissent en 1612, ils la confisquent au royaume de Laar, qui était entré en résistance contre leur monopole économique drastique. En 1614, l'armée du roi Abas le Grand conquiert le port avec l'aide de la marine anglaise en échange de privilège commerciaux et reconstruit la petite ville portuaire, qui se nomme plus tard Bander Abass(i) ou Bender Abassi, c'est-à-dire « le port d'Abas ». Ce port permet aux Occidentaux anglais, hollandais et français de trafiquer directement avec la Perse sans plus passer par l'intermédiaire russe qui était, via la mer Blanche et le port d'Arkanguelsk, la Volga et la mer Caspienne, devenue l'intermédiaire incontournable entre l'Orient et l'Occident, depuis que l'Empire Ottoman était devenu l'ennemi de l'Europe et de la Perse.
La marine de la couronne britannique, qui protège déjà les comptoirs de Surate et de Madras, impose son hégémonie en 1662. Une association avec les Persans permet la croissance économique de la ville Bender Abassi, dont les embases des maisons sont baignées par le flux des grandes marées. Les navires britanniques qui mouillent dans la belle rade y débarquent des cotonnades de l'Inde, des épices, du sucre et des métaux. Ils exportent la soie, la laine, le poil de chèvre, les peaux, les tapis, les perles et pierres précieuses et divers distillats de pétrole comme l'essence, qui viennent essentiellement du monde persan et accessoirement du lointain négoce d'Asie centrale.
Vers 1700, la ville portuaire de Bender Abassis compte environ 1500 maisons selon Jean Chardin. Mise à part quelques maisons voyantes des facteurs des compagnies anglaise, française, hollandaise... et une cinquantaine de maisons juives associées au grand commerce, un tiers des maisons était considéré comme occupé par des gentoux de l'Inde, laissant aux habitants persans la majorité de l'habitat aux toits à plates-formes ou à terrasses et à tours à vent, soit plus de 900 maisons,.
En 1759, la capture de la garnison est effectuée par les troupes françaises de Charles Henri d'Estaing.
Le 31 août 1926, l'aviateur René Weiser parvient d'une traite à Bandar Abbas après avoir décollé depuis Le Bourget dans son Breguet 19 GR, battant ainsi le record du monde de distance en ligne droite et sans escale.

## Économie

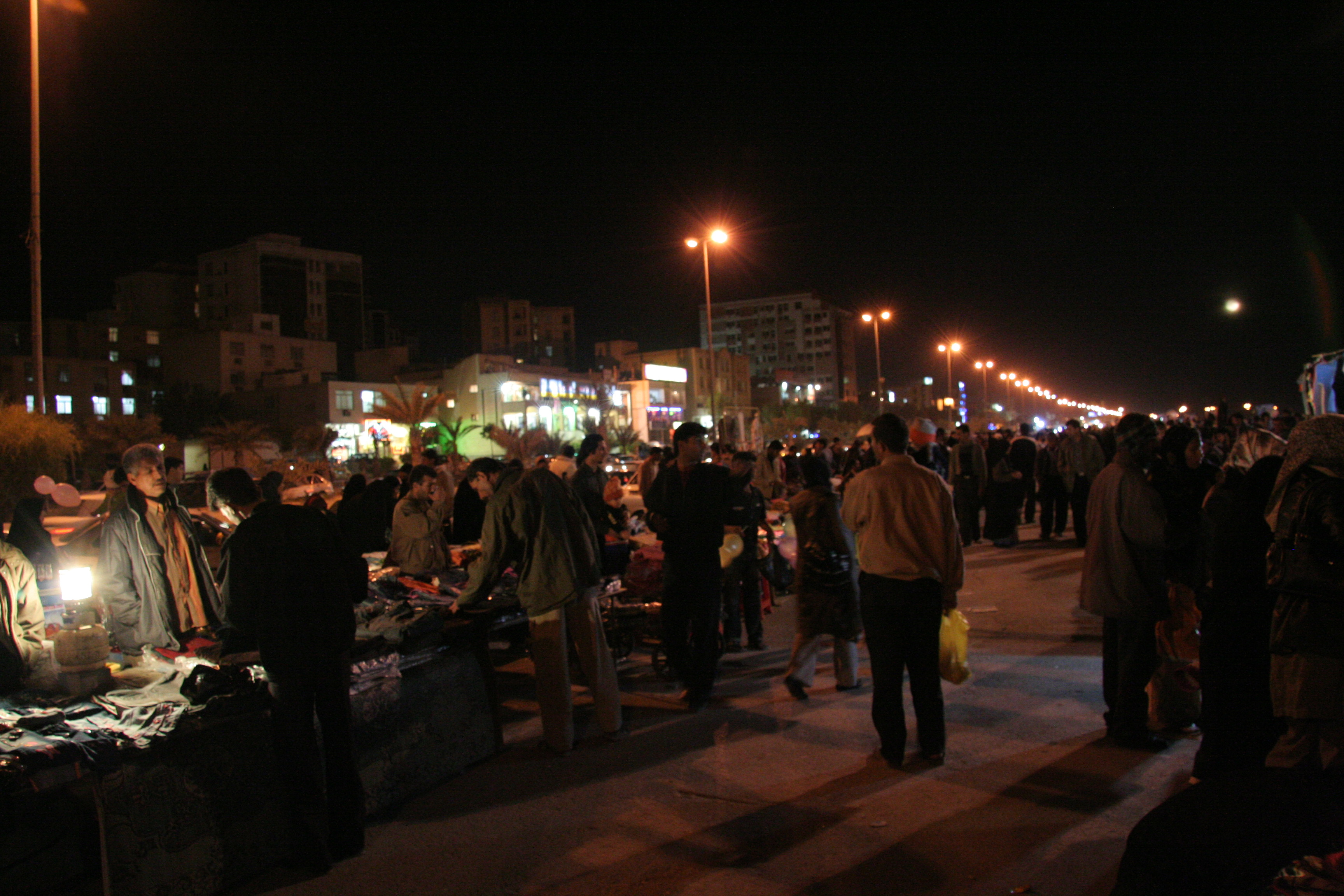
Un marché de nuit à Bandar Abbas (2007).

Bandar Abbas, en tant que ville portuaire, a toujours exporté les biens produits sur place.  Elle exportait notamment de la poterie iranienne au début du XXe siècle, un genre de porcelaine appelée (en anglais) « goombroon », faite à partir du kaolin local. En 2025, le port de Shahid Rajaï, situé à 25 km est le plus important d'Iran.
Le ville est un producteur de dattes, citrons, tabac et de biens manufacturés : elle dispose notamment de conserveries de thon .
Elle produit aussi du minerai d’uranium (du yellowcake), extrait de la mine de Gchine (Gachin) à raison d’environ vingt tonnes par an.
Bandar Abbas dispose aussi d’un site (construit par la Chine) de production de missiles de croisière anti-navires baptisés Silkworm (CSS-N-2). Comme il s’agit d’anciens missiles chinois, avec une technologie héritée de l’URSS et qui ne sont plus en dotation, la persistance de cette production est à confirmer.

## Transports

### Maritime et ferroviaire
Il est prévu que le port de Bandar Abbas soit relié au corridor de transport international Nord-Sud qui part vers l'Europe du Nord en passant par la mer Caspienne.
Le port de Shahid Rajaï est responsable de 85 pour cent du total des chargements et déchargements effectués dans les ports iraniens.
Depuis 1993 dans le cadre de ce « corridor », Bandar Abbas est le terminus sud des Chemins de fer de la république islamique d'Iran qui relie la ville à Yazd, Qom, Téhéran et Qazvin vers le nord.

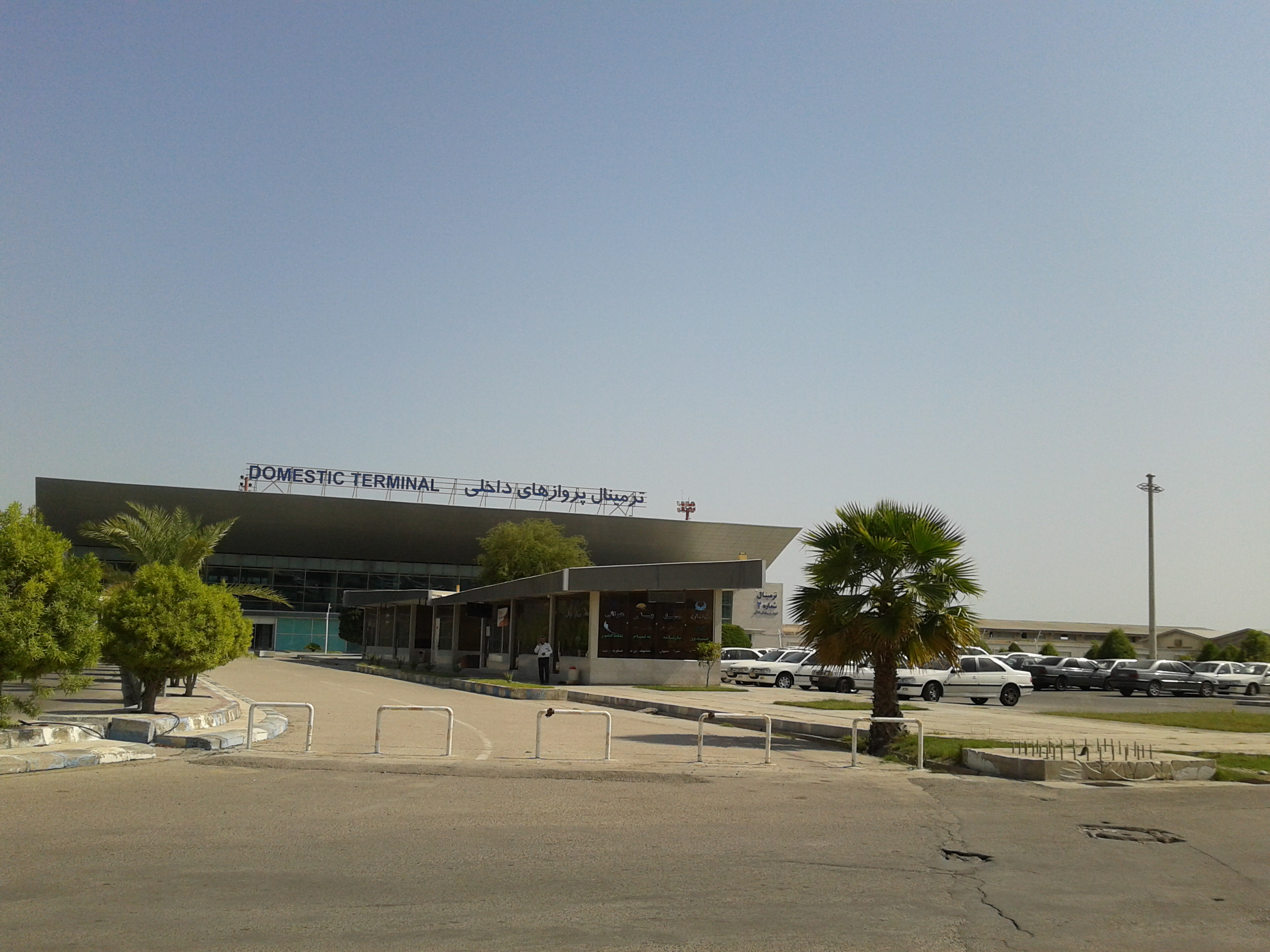
Aéroport international de Bandar Abbas (2019).

### Air
Bandar Abbas possède un aéroport, l'aéroport international de Bandar Abbas (code AITA : BND), capable d’accueillir des avions de transport de grande capacité (gros porteurs).

### Routier
Depuis Bandar Abbas, on peut rejoindre un certain nombre de villes par les autoroutes suivantes :
- Bandar Abbas-Chiraz, à 650 km vers le nord-ouest ;

- Bandar Abbas-Sirdjan, à 300 km vers le nord-nord-ouest ;
- Bandar Abbas-Kerman, à 484 km vers le nord ;
- Bandar Abbas-Zahedan, à 722 km vers l’est.

## Culture
La culture de la ville de Bandar Abbas est en partie influencée par la communauté afro-iranienne (issue de l'exploitation durant trois siècles d'esclaves originaires d'Afrique orientale[réf. nécessaire]), notamment dans le domaine de la musique.